# Grand Prix-wegrace der Naties 1978
De Grand Prix-wegrace der Naties 1978 was vijfde race van wereldkampioenschap wegrace voor motorfietsen in het seizoen 1978. De races werden verreden op 14 mei 1978 op het Autodromo internazionale del Mugello nabij Scarperia e San Piero in de provincie Florence.

## 500 cc
In de 500cc-race had Wil Hartog (Suzuki) de snelste start. Hij begon als "snelstarter" een fenomeen te worden. Hij moest de leiding al snel afstaan aan een kopgroep die bestond uit Kenny Roberts (Yamaha), Marco Lucchinelli (Suzuki), Pat Hennen (Suzuki), Barry Sheene (Suzuki) en Johnny Cecotto (Yamaha). Binnen een paar ronden bouwde Kenny Roberts al een flinke voorsprong op en net als in de vorige races kon Pat Hennen hem beter volgen dan Barry Sheene, die uiteindelijk slechts vijfde werd. Hennen werd achter Roberts tweede en op de derde plaats finishte Marco Lucchinelli. Wil Hartog had zo hard voor zijn zesde plaats moeten werken, dat zijn laarzen waren doorgesleten en hij zijn tenen moest laten behandelen in de mobiele kliniek van dr. Costa.

### Uitslag 500 cc
| Pos | Coureur               | Merk   | Tijd         | Punten       |
| --- | --------------------- | ------ | ------------ | ------------ |
| 1   | Kenny Roberts         | Yamaha | 59' 17" 0    | 15           |
| 2   | Pat Hennen            | Suzuki | + 6" 2       | 12           |
| 3   | Marco Lucchinelli     | Suzuki | + 35" 5      | 10           |
| 4   | Steve Baker           | Suzuki | + 40" 4      | 8            |
| 5   | Barry Sheene          | Suzuki | + 51" 4      | 6            |
| 6   | Wil Hartog            | Suzuki | + 1' 07" 5   | 5            |
| 7   | Teuvo Länsivuori      | Suzuki | + 1' 16" 3   | 4            |
| 8   | Philippe Coulon       | Suzuki | + 2' 04" 1   | 3            |
| 9   | Boet van Dulmen       | Suzuki | + 2' 04" 7   | 2            |
| 10  | Gianni Rolando        | Suzuki | + 1 ronde    | 1            |
| 11  | Nico Cereghini        | Suzuki | + 1 ronde    |              |
| 12  | Graziano Rossi        | Suzuki | + 1 ronde    |              |
| 13  | Franz Rau             | Suzuki | + 1 ronde    |              |
| 14  | Alex George           | Suzuki | + 1 ronde    |              |
| 15  | Roberto Coli          | Suzuki | + 1 ronde    |              |
| DNS | Sergio Pellandini     | Suzuki |              |              |
| DNF | Carlo Perugini        | Suzuki | ongeval      |              |
| DNF | Carlos de San Antonio | Suzuki | ongeval      |              |
| DNF | Carlo Paganini        | Suzuki | motor        |              |
| DNF | Virginio Ferrari      | Suzuki | motor        |              |
| DNF | Lorenzo Ghiselli      | Suzuki | motor        |              |
| DNF | Bruno Kneubühler      | Suzuki | motor        |              |
| DNF | Johnny Cecotto        | Yamaha | ongeval      |              |
| DNF | Michel Rougerie       | Suzuki | motor        |              |
| DNF | Pieraldo Cipriani     | Paton  | koppeling    | koppeling    |
| DNF | Steve Parrish         | Suzuki |              |              |
| DNF | Christian Estrosi     | Suzuki | vering       |              |
| DNF | Gregorio Mariani      | Suzuki | olielekkage  | olielekkage  |
| DNF | Jack Findlay          | Suzuki | motor        |              |
| DNF | Takazumi Katayama     | Yamaha | waterlekkage | waterlekkage |
| DNF | Børge Nielsen         | Suzuki |              |              |
| DNQ | Ermanno Giuliano      | Yamaha |              |              |
| DNQ | Sandro Moro           | Suzuki |              |              |
| DNQ | Max Wiener            | Suzuki |              |              |
| DNQ | Giorgio Gatti         | Yamaha |              |              |
| DNQ | Massimo Scafoletti    | Yamaha |              |              |

## 350 cc
Even reed Michel Rougerie (Yamaha) aan de leiding van de 350cc-race in Italië, maar al snel gingen de Kawasaki-coureurs Kork Ballington en Gregg Hansford ervandoor. Hansford moest Ballington laten gaan toen hij last kreeg van een klemmende gasschuif, maar hij werd wel tweede. Takazumi Katayama (Yamaha) werd derde.

### Uitslag 350 cc
| Pos | Coureur             | Merk            | Tijd            | Punten |
| --- | ------------------- | --------------- | --------------- | ------ |
| 1   | Kork Ballington     | Kawasaki        | 54' 08" 0       | 15     |
| 2   | Gregg Hansford      | Kawasaki        | + 0" 4          | 12     |
| 3   | Takazumi Katayama   | Yamaha          | + 15" 9         | 10     |
| 4   | Michel Rougerie     | Yamaha          | + 16" 2         | 8      |
| 5   | Franco Uncini       | Yamaha          | + 41" 4         | 6      |
| 6   | Marco Lucchinelli   | Yamaha          | + 51" 4         | 5      |
| 7   | Patrick Fernandez   | Yamaha          | + 1' 01" 6      | 4      |
| 8   | Olivier Chevallier  | Yamaha          | + 1' 04" 9      | 3      |
| 9   | Vic Soussan         | Yamaha          | + 1' 24" 5      | 2      |
| 10  | Mario Lega          | Morbidelli      | + 1' 35" 9      | 1      |
| 11  | Tom Herron          | Yamaha          | + 1' 36" 0      |        |
| 12  | Pentti Korhonen     | Yamaha          | + 1' 58" 0      |        |
| 13  | John Dodds          | Yamaha          | + 1' 59" 2      |        |
| 14  | Gianfranco Bonera   | Yamaha          | + 1 ronde       |        |
| 15  | Hervé Moineau       | Yamaha          | + 1 ronde       |        |
| 16  | Giovanni Pelletier  | Yamaha          | + 1 ronde       |        |
| 17  | Massimo Matteoni    | Yamaha          | + 1 ronde       |        |
| 18  | Giuseppe Consalvi   | Yamaha          | + 1 ronde       |        |
| 19  | Giorgio Gabellini   | Yamaha          | + 1 ronde       |        |
| DNF | Jon Ekerold         | Yamaha          |                 |        |
| DNF | Christian Sarron    | Yamaha          |                 |        |
| DNF | Sauro Pazzaglia     | Yamaha          |                 |        |
| DNF | Silvano Ricchetti   | Yamaha          |                 |        |
| DNF | Pablo Scattorali    | Yamaha          |                 |        |
| DNF | Paolo Niccoli       | Yamaha          |                 |        |
| DNF | Felice Agostini     | Yamaha          |                 |        |
| DNF | Walter Migliorati   | Yamaha          |                 |        |
| DNF | Franco Solaroli     | Yamaha          |                 |        |
| DNF | Gianni Rolando      | Yamaha          |                 |        |
| DNF | Pekka Nurmi         | Yamaha          |                 |        |
| DNQ | Richard Hubin       | Yamaha          |                 |        |
| DNQ | Raffaele Palatiello | Yamaha          |                 |        |
| DNQ | Franco Marcheggiani | Yamaha          |                 |        |
| DNQ | Raul Martini        | Yamaha          |                 |        |
| DNQ | Edoardo Elias       | Yamaha          |                 |        |
| DNQ | Lorenzo Ghiselli    | Yamaha          |                 |        |
| DNQ | Pierluigi Conforti  | Yamaha          |                 |        |
| DNQ | Toni Mang           | Kawasaki        |                 |        |
| DNQ | Patrick Pons        | Yamaha          |                 |        |
| DNQ | Ray Quincey         | Yamaha          |                 |        |
| DNQ | Adelio Faccioli     | Yamaha          |                 |        |
| DNQ | Giancarlo Pelatti   | Yamaha          |                 |        |
| DNQ | Reino Eskelinen     | Yamaha          |                 |        |
| DNQ | Vanes Francini      | Yamaha          |                 |        |
| DNQ | Giovanni Proni      | Yamaha          |                 |        |
| DNQ | Walter Villa        | Harley-Davidson | Harley-Davidson |        |
| DNQ | Bruno Kneubühler    | Yamaha          |                 |        |
| DNQ | Alejandro Alemán    | Yamaha          |                 |        |
| DNQ | Sergio Pellandini   | Yamaha          |                 |        |
| DNQ | Pietro Bonera       | Yamaha          |                 |        |
| DNQ | Remo Bianconcini    | Yamaha          |                 |        |
| DNQ | Giorgio Avveduti    | Yamaha          |                 |        |
| DNQ | Moreno Pescucci     | Yamaha          |                 |        |
| DNQ | Leif Gustafsson     | Yamaha          |                 |        |
| DNQ | José Cecotto        | Yamaha          |                 |        |

## 250 cc
Hoewel het niet goed ging met de 250 cc Morbidelli was het publiek in Italië heel even blij toen Mario Lega de eerste ronde als snelste aflegde. Al snel vlogen de tegenstanders hem echter voorbij, eerst Kork Ballington, Gregg Hansford, Kenny Roberts en Franco Uncini en later ook Jon Ekerold en Tom Herron. De beide Kawasaki-rijders konden een voorsprong nemen toen Roberts werd uitgeschakeld door een vastloper. Pas vlak voor de streep passeerde Ballington Hansford en hij won de race, maar voor Hansford was de tweede plaats voldoende om de leiding in het wereldkampioenschap over te nemen. Franco Uncini werd derde.

### Uitslag 250 cc
| Pos | Coureur             | Merk            | Tijd            | Punten    |
| --- | ------------------- | --------------- | --------------- | --------- |
| 1   | Kork Ballington     | Kawasaki        | 50' 23" 4       | 15        |
| 2   | Gregg Hansford      | Kawasaki        | + 0" 0          | 12        |
| 3   | Franco Uncini       | Yamaha          | + 51" 0         | 10        |
| 4   | Tom Herron          | Yamaha          | + 1' 11" 0      | 8         |
| 5   | Patrick Fernandez   | Yamaha          | + 1' 14" 9      | 6         |
| 6   | Mario Lega          | Morbidelli      | + 1' 15" 0      | 5         |
| 7   | Olivier Chevallier  | Yamaha          | + 1' 21" 0      | 4         |
| 8   | Raymond Roche       | Yamaha          | + 1' 21" 7      | 3         |
| 9   | Jean-François Baldé | Kawasaki        | + 1' 57" 8      | 2         |
| 10  | Sadao Asami         | Yamaha          | + 1' 57" 8      | 1         |
| 11  | Toni Mang           | Kawasaki        | + 2' 12" 2      |           |
| 12  | Sauro Pazzaglia     | Yamaha          | + 2' 13" 6      |           |
| 13  | John Dodds          | Yamaha          | + 1 ronde       |           |
| 14  | Franco Solaroli     | Yamaha          | + 1 ronde       |           |
| 15  | Vic Soussan         | Yamaha          | + 1 ronde       |           |
| 16  | Giuseppe Consalvi   | Yamaha          | + 1 ronde       |           |
| 17  | Franco Marcheggiani | Yamaha          | + 1 ronde       |           |
| 18  | Massimo Matteoni    | Yamaha          | + 1 ronde       |           |
| 19  | Erasmo di Giacinto  | Yamaha          | + 1 ronde       |           |
| DNF | Kenny Roberts       | Yamaha          | vastloper       | vastloper |
| DNF | Pentti Korhonen     | Yamaha          |                 |           |
| DNF | Guy Bertin          | Yamaha          | val             |           |
| DNF | Christian Estrosi   | Yamaha          |                 |           |
| DNF | Leif Gustafsson     | Yamaha          |                 |           |
| DNF | Raffaele Palatiello | Yamaha          |                 |           |
| DNF | Vanes Francini      | Yamaha          |                 |           |
| DNF | Adelio Faccioli     | Yamaha          |                 |           |
| DNF | Philippe Bouzanne   | Yamaha          |                 |           |
| DNF | Jon Ekerold         | Yamaha          |                 |           |
| DNF | Walter Villa        | Harley-Davidson | Harley-Davidson | val       |
| DNQ | Giancarlo Pelatti   | Yamaha          |                 |           |
| DNQ | Peter Baláž         | Yamaha          |                 |           |
| DNQ | Alfio Micheli       | Yamaha          |                 |           |
| DNQ | Giovanni Proni      | Yamaha          |                 |           |
| DNQ | Josef Hage          | Japol           |                 |           |
| DNQ | Carlos Lavado       | Yamaha          |                 |           |
| DNQ | Germano Zanetti     | Yamaha          |                 |           |
| DNQ | Romeo De Martin     | Yamaha          |                 |           |
| DNQ | Ángel Nieto         | Yamaha          |                 |           |
| DNQ | De Nicole           | Yamaha          |                 |           |
| DNQ | Roland Freymond     | Yamaha          |                 |           |

## 125 cc
Thierry Espié baarde net als in Spanje en Frankrijk opzien toen hij in Mugello meteen Maurizio Massimiani (Morbidelli) uitremde om achter Pier Paolo Bianchi aan te gaan. Bianchi viel echter al vroeg uit, waardoor Espié de wedstrijd leek te gaan winnen. Enkele ronden voor het einde viel hij echter door een kleine vastloper. Hij duwde de Motobécane weer meteen aan, maar kon niet meer verder komen dan de vierde plaats. Intussen won Eugenio Lazzarini na zijn gebruikelijke slechte start. Massimiani werd tweede en Harald Bartol werd derde.

### Uitslag 125 cc
| Pos | Coureur                | Merk       | Tijd            | Punten          |
| --- | ---------------------- | ---------- | --------------- | --------------- |
| 1   | Eugenio Lazzarini      | MBA        | 46' 25" 1       | 15              |
| 2   | Maurizio Massimiani    | Morbidelli | + 26" 2         | 12              |
| 3   | Harald Bartol          | Morbidelli | + 29" 1         | 10              |
| 4   | Thierry Espié          | Motobécane | + 29" 3         | 8               |
| 5   | Per-Edvard Carlsson    | Morbidelli | + 49" 3         | 6               |
| 6   | Hans Müller            | Morbidelli | + 54" 7         | 5               |
| 7   | Ángel Nieto            | Bultaco    | + 1' 18" 6      | 4               |
| 8   | Jean-Louis Guignabodet | Morbidelli | + 1' 27" 5      | 3               |
| 9   | Stefan Dörflinger      | Morbidelli | + 1' 39" 3      | 2               |
| 10  | Enrico Cereda          | Morbidelli | + 1' 48" 9      | 1               |
| 11  | Bruno Vasetti          | Morbidelli | + 2' 05" 9      |                 |
| 12  | Italo Zerbini          | Morbidelli | + 3' 46" 9      |                 |
| 13  | Ermanno Giuliano       | Morbidelli | + 1 ronde       |                 |
| 14  | Riccardo Russo         | Morbidelli | + 1 ronde       |                 |
| 15  | Iván Palazzese         | Morbidelli | + 1 ronde       |                 |
| 16  | Aldo Pero              | Morbidelli | + 1 ronde       |                 |
| 17  | Julien van Zeebroeck   | Morbidelli | + 1 ronde       |                 |
| 18  | Yves Dupont            | Morbidelli | + 1 ronde       |                 |
| 19  | Laurent Gomis          | Morbidelli | + 1 ronde       |                 |
| 20  | François Granon        | Morbidelli | + 1 ronde       |                 |
| 21  | Claudio Granata        | MBA        | + 1 ronde       |                 |
| DNF | Felice Agostini        | Morbidelli |                 |                 |
| DNF | Claudio Lusuardi       | Morbidelli |                 |                 |
| DNF | Pierluigi Conforti     | MBA        |                 |                 |
| DNF | Maurizio Musco         | Morbidelli |                 |                 |
| DNF | Guido Valli            | Aspes      |                 |                 |
| DNF | Matti Kinnunen         | Morbidelli |                 |                 |
| DNF | Karl Fuchs             | Morbidelli |                 |                 |
| DNF | Thierry Noblesse       | Morbidelli |                 |                 |
| DNF | Pier Paolo Bianchi     | Minarelli  | versnellingsbak | versnellingsbak |
| DNQ | Alberto Ieva           | Morbidelli |                 |                 |
| DNQ | Peter Baláž            | Yamaha     |                 |                 |
| DNQ | Luigi Schiavone        | Morbidelli |                 |                 |
| DNQ | Fabrizio Frollani      | Morbidelli |                 |                 |
| DNQ | Benga Johansson        | Morbidelli |                 |                 |
| DNQ | Silvano Bertarelli     | Morbidelli |                 |                 |
| DNQ | Rino Pretelli          | Morbidelli |                 |                 |
| DNQ | Guido Mancini          | Morbidelli |                 |                 |
| DNQ | Germano Zanetti        | Morbidelli |                 |                 |
| DNQ | Rafael Olavarria       | Morbidelli |                 |                 |
| DNQ | Rolf Blatter           | Morbidelli |                 |                 |
| DNQ | Patrick Plisson        | Morbidelli |                 |                 |

## 50 cc
Net als in de eerste race in Spanje startte Eugenio Lazzarini slecht, maar dit keer was het zo erg dat het hele veld al vertrokken was toen de Van Veen-Kreidler eindelijk wilde aanslaan. Ricardo Tormo (Bultaco) was juist weer als snelste weg. Stefan Dörflinger (Kreidler) leek hem te kunnen bedreigen, maar moest afhaken toen zowel zijn achterrem als zijn versnellingsbak kuren gingen vertonen. Patrick Plisson wist nu zelfs tweede te worden, terwijl Julien van Zeebroeck derde werd.

### Uitslag 50 cc
| Pos | Coureur              | Merk              | Tijd       | Punten |
| --- | -------------------- | ----------------- | ---------- | ------ |
| 1   | Ricardo Tormo        | Bultaco           | 30' 39" 4  | 15     |
| 2   | Patrick Plisson      | ABF               | + 2" 1     | 12     |
| 3   | Julien van Zeebroeck | Kreidler          | + 19" 4    | 10     |
| 4   | Rolf Blatter         | Kreidler          | + 19" 7    | 8      |
| 5   | Stefan Dörflinger    | Van Veen-Kreidler | + 20" 0    | 6      |
| 6   | Aldo Pero            | Kreidler          | + 20" 2    | 5      |
| 7   | Wolfgang Müller      | Kreidler          | + 37" 3    | 4      |
| 8   | Alberto Ieva         | Morbidelli        | + 51" 9    | 3      |
| 9   | Salvatore Monreale   | UFO               | + 54" 7    | 2      |
| 10  | Pierre Dumont        | Kreidler          | + 1' 11" 8 | 1      |
| 11  | Daniel Corvi         | Kreidler          | + 1' 12" 4 |        |
| 12  | Claudio Lusuardi     | Bultaco           | + 1' 16" 5 |        |
| 13  | Enrico Cereda        | UFO               | + 1' 39" 0 |        |
| 14  | Hagen Klein          | Kreidler          | + 1 ronde  |        |
| 15  | Claudio Granata      | UFO               | + 1' 55" 6 |        |
| 16  | Charles Dumont       | Kreidler          | + 2' 30" 5 |        |
| 17  | Gianni Ribuffo       | Bacchilega        | + 2' 38" 2 |        |
| 18  | Renzo Fabbri         | Silvestri         | + 1 ronde  |        |
| 19  | Mario Nanetti        | Derbi             | + 1 ronde  |        |
| 20  | Silvano Bertarelli   | MTK               | + 1 ronde  |        |
| 21  | Eugenio Lazzarini    | Van Veen-Kreidler | + 3 ronden |        |
| DNF | Ingo Emmerich        | Kreidler          |            |        |
| DNF | Carlo Mollo          | Kreidler          |            |        |
| DNF | Luigi Rinaudo        | Tomos             |            |        |
| DNF | Sergio Zattoni       | Kreidler          |            |        |
| DNF | Jacky Hutteau        | Kreidler          |            |        |
| DNF | Ezio Mischiatti      | TGM               |            |        |
| DNF | Guido Mancini        | Iprem             |            |        |
| DNF | Thierry Noblesse     | Morbidelli        |            |        |
| DNF | Giorgio Paci         | Derbi             |            |        |
| DNF | Rudolf Kunz          | Kreidler          |            |        |
| DNQ | Theo Timmer          | Kreidler          |            |        |
| DNQ | Bruno di Carlo       | Kreidler          |            |        |
| DNQ | Günter Schirnhofer   | Kreidler          |            |        |
| DNQ | Ramón Galí           | Bultaco           |            |        |
| DNQ | Luigi Schiavone      | Morbidelli        |            |        |
| DNQ | Giorgio Macchiavelli | UFO               |            |        |

## Zijspanklasse
De collega's van Rolf Biland waren niet gelukkig met zijn nieuwe "BEO Imagine 77 A" en demonstreerden dat met een protestactie voor de start van de race in Mugello. Biland leek niet erg onder de indruk, want nadat Werner Schwärzel enige ronden aan de leiding had gereden nam hij het initiatief over. Hier bleek dat de zware BEO wel wat snelheid tekortkwam, maar dit in de bochtige gedeelten en op de rempunten ruimschoots goed kon maken. Schwärzel kon zijn tweede plaats makkelijk vasthouden, zeker nadat Alain Michel was uitgevallen door een vastloper. Jean-François Monnin/Philippe Miserez werden met hun Seymaz-Yamaha derde en haalden zo hun eerste WK-punten.

### Uitslag zijspanklasse
| Pos | Coureur              | Bakkenist           | Merk          | Tijd       | Punten    |
| --- | -------------------- | ------------------- | ------------- | ---------- | --------- |
| 1   | Rolf Biland          | Kenneth Williams    | BEO-Yamaha    | 45' 40" 2  | 15        |
| 2   | Werner Schwärzel     | Andreas Huber       | ARO-Fath      | + 11" 5    | 12        |
| 3   | Jean-François Monnin | Philippe Miserez    | Seymaz-Yamaha | + 39" 6    | 10        |
| 4   | Dick Greasley        | Gordon Russell      | Busch-Yamaha  | + 46" 6    | 8         |
| 5   | Bruno Holzer         | Karl Meierhans      | LCR-Yamaha    | + 1' 20" 1 | 6         |
| 6   | Yvan Trolliet        | Pierre Muller       | GEP-Yamaha    | + 1' 26" 6 | 5         |
| 7   | Hermann Schmid       | Kenny Arthur        | Schmid-Yamaha | + 1' 33" 2 | 4         |
| 8   | Jock Taylor          | Lewis Ward          | Windle-Yamaha | + 1' 37" 2 | 3         |
| 9   | Ernst Trachsel       | Andreas Stäger      | TTM-Suzuki    | + 1 ronde  | 2         |
| 10  | George O'Dell        | Cliff Holland       | Schmid-Yamaha |            | 1         |
| 11  | Siegfried Schauzu    | Lorenzo Puzo        | Busch-Yamaha  |            |           |
| 12  | Egbert Streuer       | Johan van der Kaap  | Schmid-Yamaha | + 2 ronden |           |
| 13  | Malcolm Hobson       | Kenny Birch         | Schmid-Yamaha |            |           |
| 14  | Bonanni              | Pellegrino          | BRM           |            |           |
| 15  | Vincenzi             | Mancini             | Suzuki        | + 3 ronden |           |
| 16  | Passamonti           | Costantini          | onbekend      | + 4 ronden |           |
| DNF | Otto Haller          | Rainer Gundel       | Yamaha        |            |           |
| DNF | Rolf Steinhausen     | Wolfgang Kalauch    | Seymaz-Yamaha |            |           |
| DNF | Alain Michel         | Stuart Collins      | Seymaz-Yamaha | vastloper  | vastloper |
| DNF | Bill Hodgkins        | John Parkins        | Windle-Yamaha |            |           |
| DNF | Giorgio Erba         | Walter Zanassi      | Yamaha        |            |           |
| DNF | Amedeo Zini          | Andrea Fornaro      | König         |            |           |
| DNF | Göte Brodin          | Per-Erik Wickström  | Windle-Yamaha |            |           |
| DNF | Wolfgang Stropek     | Karl Altrichter     | Schmid-Yamaha |            |           |
| DNF | Max Venus            | Norbert Bittermann  | CAT-Yamaha    |            |           |
| DNF | Klaus Sprengel       | Manfred Kürnsteiner | Suzuki        |            |           |

1922 · 1923 · 1924 · 1925 · 1926 · 1927 · 1928 · 1929 · 1930 · 1931 · 1932 · 1933 · 1934 · 1935 · 1936 · 1937 · 1938 · 1939 · 1947 · 1948 · 1949 · 1950 · 1951 · 1952 · 1953 · 1954 · 1955 · 1956 · 1957 · 1958 · 1959 · 1960 · 1961 · 1962 · 1963 · 1964 · 1965 · 1966 · 1967 · 1968 · 1969 · 1970 · 1971 · 1972 · 1973 · 1974 · 1975 · 1976 · 1977 · 1978 · 1979 · 1980 · 1981 · 1982 · 1983 · 1984 · 1985 · 1986 · 1987 · 1988 · 1989 · 1990